# Alichan Ajubow
Alichan Abubakarowicz Ajubow (ros. Алиха́н Абубака́рович Аю́бов; ur. 18 marca 1988) – rosyjski zapaśnik czeczeńskiego pochodzenia, startujący w stylu klasycznym. Czwarty w Pucharze Świata w 2013. Akademicki wicemistrz świata w 2012. Wicemistrz Rosji w 2013 i trzeci w 2012 roku.
Jest bratem zapaśnika Szochruddiego Ajubowa.